# Marxism cultural

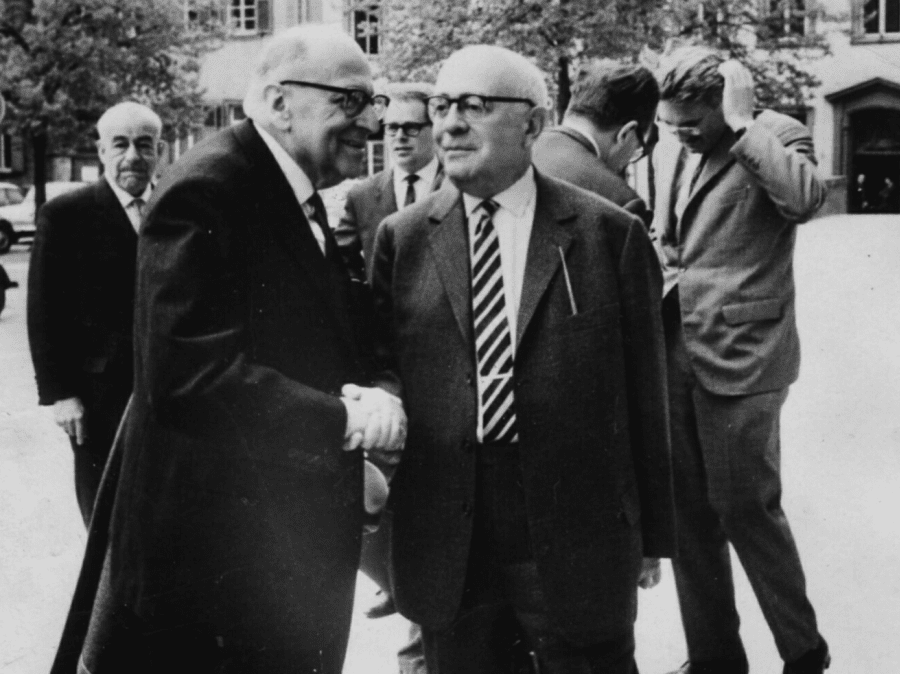
Max Horkheimer (prim-plan stânga) și Theodor Adorno (în mijloc), cadre universitare ale Școlii de la Frankfurt, considerați în teoria conspirației drept gânditori care au bazele marxismului cultural în Statele Unite.

Marxismul cultural este o teorie conspirativă antisemită, de extremă dreaptă, care pretinde că marxismul occidental este baza eforturilor academice și intelectuale continue de a submina cultura occidentală. Teoreticienii conspirației susțin că o elită intelectuală formată din teoreticieni marxiști și Școala de la Frankfurt subminează societatea occidentală cu un război cultural care pune în pericol valorile creștine ale conservatorismului tradiționalist și promovează valorile cultural liberale ale  contraculturii anilor 1960 și ale multiculturalismului, politicii progresiste și corectitudinii politice, denaturate ca identitate politică care ar fi fost creată de teoria critică.
În timp ce teoria își are originea în Statele Unite în anii 1990,(Abstract)(Abstract) a intrat în discursul mainstream în anii 2010 și este promovată la nivel global. Teoria conspirației războiului culturii marxiste este promovată de politicieni de dreapta, lideri religioși fundamentaliști, comentatori politici în mass-media tipărită și de televiziune și  teroriști de supremație albă. Analiza savantă a teoriei conspirației a conchis că ea nu are nicio bază reală și nu se bazează pe nicio tendință intelectuală reală.

## Teorie
Conform teoriei conspirative a marxismului cultural, mai mulți intelectuali evrei care au fugit din cel de-al treilea Reich în Statele Unite și au obținut un loc de muncă la Universitatea Columbia încearcă în mod deliberat să provoace prăbușirea Occidentului, folosind multiculturalismul și corectitudinea politică drept metode. Spre deosebire de marxismul tradițional, presupușii reprezentanți ai marxismului cultural au dezvoltat o nouă teorie, care nu se referă la relațiile economice, ci la cultură. Pat Buchanan consideră că motivul creării ideologiei marxismului cultural este eșecul tezei lui Marx despre sărăcirea proletariatului; consecința acestui fapt a fost dorința marxiștilor occidentali de a obține puterea pe o altă cale, prin distrugerea valorilor tradiționale din Vest:
„Timpul a arătat că toate previziunile marxiștilor nu au putut rezista testului realității: timpul lor a venit și a dispărut. Muncitorii occidentali, același proletariat mitic, a refuzat să joace rolul pe care l-au prescris revoluționarii pentru ei. Care a fost greșeala lui Marx?

Doi adepți moderni ai lui Marx au propus următoarea teorie. Da, Marx a greșit: capitalismul nu duce la sărăcirea proletariatului. Dimpotrivă, clasa muncitoare devine din ce în ce mai prosperă, iar revoluției nu s-a alăturat deoarece sufletele oamenilor au fost «otrăvite» de predicarea de două mii de ani a creștinismului, care i-a umbrit adevăratele interese de clasă de proletariatul occidental. Până când creștinismul și cultura occidentală (reprezentând împreună sistemul imunitar al organismului capitalist) «cuibăresc» în sufletul omului occidental, atunci marxismul din Occident nu va prinde rădăcini și revoluția va fi trădată invariabil chiar de muncitorii în beneficiul cărora și a fost comisă.”—Pat Buchanan, Moartea Occidentului.
Teoria conspirației presupune că în cadrul „marxismului cultural” valorile familiale sunt privite ca reacționare și, prin urmare, supuse distrugerii. Teoria conspirației presupune, de asemenea, că „marxiștii culturali” folosesc feministele, persoanele LGBT, migranții și „verzii” ca luptători pe frontul cultural.
Jeffries a scris: „Teoria conspirației de la Frankfurt, care a captivat mai multe figuri de alt-dreapta, inclusiv Trump, Jordan Peterson și regretatul Andrew Breitbart, fondatorul serviciului de știri omonim, au dat această istorie peste cap. Mai degrabă decât profesori impotenți care emit ieremiade greu de înțeles din cadrul academiei, Adorno, Horkheimer, Erich Fromm și Herbert Marcuse ar fi fost cadre de subversivi, care, în timpul exilului lor american, au efectuat o distrugere culturală masivă la care « Make America Great Again » este o ripostă tardivă”.
David Solway⁠(en)[traduceți] vede în faptul că revoluționarii marxiști și marxiștii culturali au propus sau prezis abolirea căsătoriei un „plan magistral”. Acuzația este că ei au un „«plan magistral» de a răsturna civilizația occidentală din interior, personificat de acei membri ai Școlii de la Frankfurt [...]”. Alt autor afirmă „Antonio Gramsci, care în caietele sale din închisoare din anii 1930 a produs o strategie marxistă de dominație mondială [...] Soluția lui era un «marxism cultural» care era menit să distrugă influența religiei în societate și a promova în locul ei «umanism secular» prin a infiltra discret instituțiile societății civile [...]”; cartea mai afirmă că acest „marxism cultural” a definit abordarea Uniunii Sovietice față de țările occidentale.

## Leitmotiv antisemit

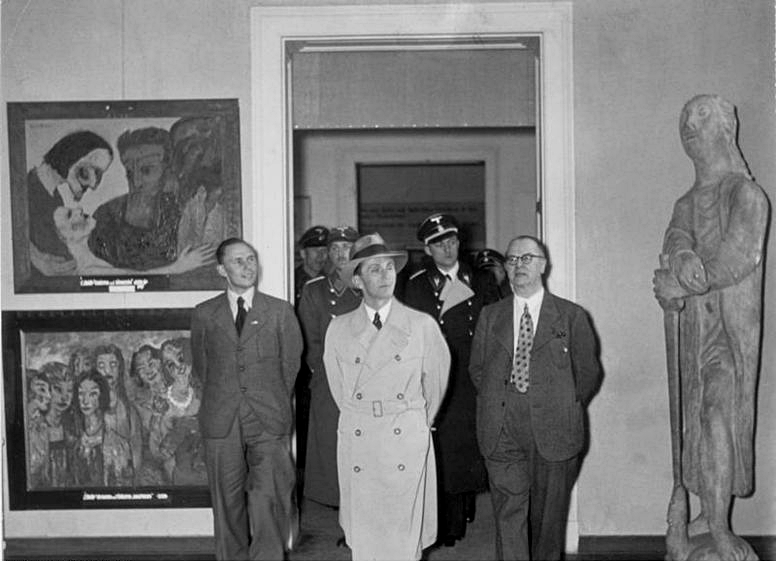
Goebbels privește Expoziția de Artă Degenerată. Teoria conspirativă a marxismului cultural este adesea comparată cu propaganda antisemită nazistă despre „bolșevism cultural” și „artă degenerată”.

În ceea ce privește violența politică din viața reală, cauzată de teoria conspirației, profesorul de drept Samuel Moyn a numit-o un zvon antisemit în editorialul din 2018 „Meme preferată a lui Alt-Right are 100 de ani”. Despre originile și istoria teoriei conspirației, Moyn a scris:
Inițial, o contribuție americană la fantasmagoria dreptei alternative, teama de „marxism cultural” s-a infiltrat de ani de zile prin canalele globale ale urii. Din ce în ce mai mult, a pătruns în mainstream. Înainte ca asistentul [NSC] al președintelui Trump, Rich Higgins, să fie concediat anul trecut [2017], el a invocat amenințarea „marxismului cultural” pentru a propune o nouă strategie de securitate națională. În iunie, [congresmanul pensionar] Ron Paul a postat pe Twitter un meme rasist care folosea fraza. Pe Twitter, fiul lui Jair Bolsonaro, proaspăt ales om forte din Brazilia, s-a lăudat că l-a întâlnit pe Steve Bannon și și-a unit forțele pentru a învinge „marxismul cultural”. Jordan Peterson, guru de self-help și autor de best-seller, a criticat și el „marxismul cultural” în gândurile sale exprimate pe YouTube.
Potrivit lui Moyn, „discursul mai larg despre marxismul cultural astăzi nu seamănă cu nimic atât de mult decât cu o versiune a mitului [bolșevismului evreiesc] actualizată pentru o nouă eră”. Moyn concluzionează: „Acest « marxism cultural » este o calomnie grosolană, referindu-se la ceva care nu există, din păcate asta nu înseamnă că oamenii reali nu sunt puși să plătească prețul, ca țapi ispășitori. Și din acest motiv, « marxismul cultural » nu este doar o diversiune tristă de la formularea de nemulțumiri legitime, ci și o momeală periculoasă într-un moment din ce în ce mai dezorientat.”

## Analiză academică
Universitara Joan Braune a explicat că marxismul cultural în sensul la care se referă teoreticienii conspirației nu a existat niciodată și nu corespunde niciunei școli istorice de gândire. Ea a mai spus: cărturarii din Școala de la Frankfurt sunt denumiți „teoreticieni critici”, nu „marxiști culturali” și a subliniat că, contrar afirmațiilor teoriei conspirației, postmodernismul tinde să fii precaut sau chiar ostil față de marxism, inclusiv marile narațiuni susținute de obicei de teoria critică.
Rachel Busbridge, Benjamin Moffitt și Joshua Thorburn descriu teoria conspirației ca fiind promovată de extrema dreaptă, dar că „a câștigat teren în ultimul sfert de secol” și concluzionează că „prin obiectivul conspirației marxiste culturale, cu toate acestea, este posibil să discernem o relație de împuternicire între mainstream și extremiști, prin care anumite puncte de vorbire și tropi pot fi transmise, preluate și adaptate de personalitățile « mainstream », dând astfel credibilitate și vizibilitate ideologiilor care anterior ar fi fost constrânse la extreme.”
Deși influența Școlii de la Frankfurt și a teoriei critice sunt în general considerate de majoritatea politologilor că au avut o gamă considerabilă în mediul academic, acestea erau în opoziție directă cu teoriile promovate de filosofii postmoderni, care sunt frecvent identificați de susținătorii teoriei conspirației ca exemple principale ale marxismului cultural. În plus, niciunul din membrii săi nu a făcut parte dintr-un fel de conspirație internațională pentru distrugerea civilizației occidentale.